# Un alibi per morire
Un alibi per morire è un film del 1962 diretto da Roberto Bianchi Montero e Piero Costa.

## Trama
Paul è un ex ladro, innamorato di Margaret, la quale preferisce il padrone di un night-club "Graziano". Paul per dimostrare a Margaret, che è migliore di Graziano, ricomincia a rubare, facendosi rinchiudere in carcere per crearsi un alibi. Una volta entrato in carcere, si fa aiutare da una guardia di pubblica sicurezza ad uscire, per compiere il colpo e per poi rientrarvi senza destare sospetti. L'avida guardia, non si accontenta però della metà del malloppo, come da patto e così uccide Paul, che però prima di morire, riesce ad uccidere la guardia corrotta.